# 前情提要 (汪達幻視)
〈前情提要〉（英語：Previously On）是美國超級英雄類型的迷你網路影集《汪達幻視》的第八集，本集由蘿拉·道尼（Laura Donney）編劇，麥特·夏克曼執導，於2021年2月26日在Disney+首播。本集为漫威電影宇宙的系列作品之一，與漫威電影宇宙系列電影處於同一架空世界和共同世界。保羅·貝特尼和伊莉莎白·歐森繼續分別飾演在漫威電影宇宙系列電影中的角色幻視和汪達·麥西莫夫，主演還包括黛布拉·喬·拉普和凱薩琳·哈恩。本集講述阿嘉莎·哈克尼斯為獲知汪達如何能夠掌控整個西景鎮，強迫她重新檢視生命中的關鍵時刻。

## 劇情
1693年，美國麻薩諸塞州塞勒姆的一宗審巫案期間，眾女巫審判并计划處死私自練習黑魔法的阿嘉莎·哈克尼斯，阿嘉莎隨後使用魔法將她們全部杀死。
時間來到2000年代，阿嘉莎使用魔法控制汪達·麥西莫夫，同時以湯米和比利的性命威脅她，希望獲知她是如何能夠掌控整個西景鎮。為此，阿嘉莎強迫汪達重新檢視生命中的關鍵時刻。1999年，兒時的汪達和皮特洛在蘇科維亞的家中遭受炸彈襲擊，她利用與生俱來的能力阻止炸彈爆炸。2014年，汪達作為志願者參加九頭蛇組織的實驗，她接近心靈寶石時激發了潛在的魔法能力。此後，汪達在復仇者聯盟總部結識幻視。在「彈指事件」後，復活後的汪達來到天劍局，希望帶走幻視的遺體。汪達見到工作人員正在拆解幻視的身體部件，闖入實驗室後，她未能感知到幻視存在。汪達獨自離開，前往西景鎮，此前幻視在小鎮購買了一處土地。汪達使用幻像魔法迅速構建一幢房屋以及全新的幻視，同時將幻像以六邊形能量場的形式擴展至整個小鎮。
阿嘉莎離開地下室，使用魔法要挟湯米和比利，與汪達對峙。阿嘉莎嘲諷汪達不了解自己的全部能力，并表示她的能力實際上是混沌魔法，這會讓她成為「緋紅女巫」。
在片尾彩蛋中，泰勒·海沃德啟動由幻視的身體部件組裝而成的機械有機體。

## 製作

### 開發
2018年10月，漫威影業確定開發以漫威電影宇宙系列電影中的角色「緋紅女巫」汪達·麥西莫夫和幻視為主角的迷你網路影集，伊莉莎白·歐森和保羅·貝特尼回歸分別領銜出演汪達和幻視。2019年8月，麥特·夏克曼確認執導《汪達幻視》。夏克曼、首席編劇潔克·薛佛、凱文·費吉與漫威影業的路易斯·德·埃斯波西托（Louis D'Esposito）以及維多莉亞·阿隆索共同擔當執行製片人:50。凱文·費吉表示影集兼具「經典的情景喜劇」和「漫威史詩」的特色，向多個年代和多種類型的美國電視節目致敬。本集由蘿拉·道尼（Laura Donney）編劇。夏克曼稱本集標題「前情提要」（Previously On）「體現影集的構建方式」，探索汪達的過去。

### 劇本

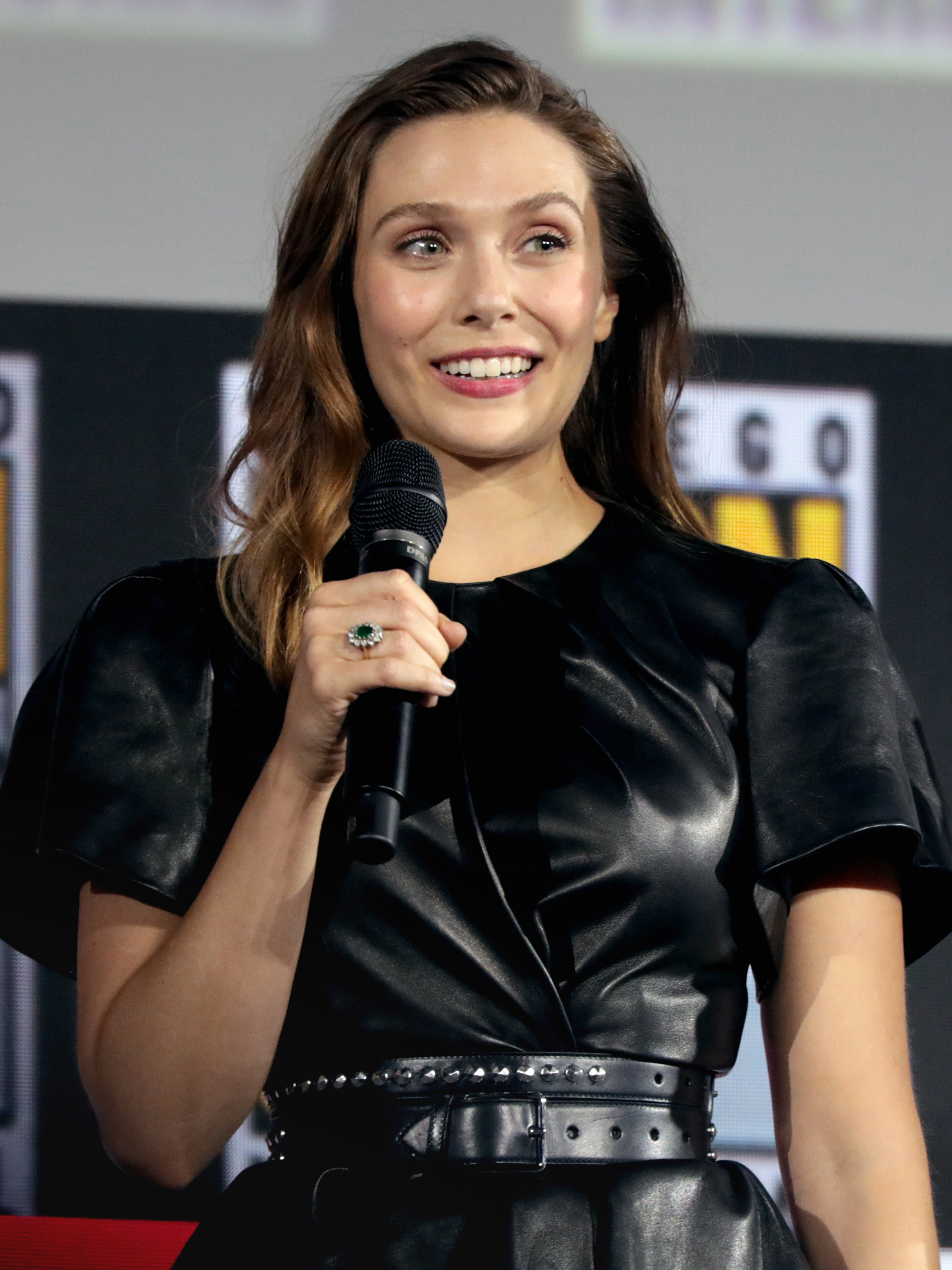
本集首次提及伊莉莎白·歐森飾演的漫威電影宇宙角色汪達·麥西莫夫的代號「緋紅女巫」

首席編劇潔克·薛佛稱，影集除了向過去的電視節目致敬之外，還將「嘗試開拓新領域」。本集揭示汪達的父親奧列以販賣包括美國情景喜劇在內的DVD為生，使她從小喜愛觀看此類節目。本集中出現或提及的情景喜劇包括《迪克·范·戴克秀》、《我愛露茜》、《神仙家庭》、《太空仙女戀》、《脫線家族》以及《左右做人難》等。在影集開播之前，凱文·費吉表示汪達的超能力在無限傳奇中未能全部展現，《汪達幻視》將探索她所擁有的超能力的真正起源，是否由心靈寶石激發而成。本集揭示汪達的超能力與生俱來，心靈寶石進一步增強了她的超能力，這是對漫威電影宇宙中汪達的背景故事進行追溯修訂。的菲爾·歐文斯（Phil Owens）認為這是漫威電影宇宙的一個重要節點，因為此前所有的超級英雄均是普通人，他們在成長過程中獲得超能力。
此外，阿嘉莎·哈克尼斯在本集中稱呼汪達為「緋紅女巫」，這是漫威電影宇宙中首次提及汪達的別稱。影評人認為「緋紅女巫」更像是可以傳承的女巫頭銜或血統，而不是具體的超級英雄代號。漫威漫畫中的緋紅女巫這個角色最近同樣做出類似修訂。天劍局用幻視的身體部件組裝而成的「白幻視」的創作靈感來源基於漫畫《幻視探索》（Vision Quest）。

### 選角
本集的主要角色包括保羅·貝特尼飾演的幻視、伊莉莎白·歐森飾演的汪達·麥西莫夫、黛布拉·喬·拉普飾演的莎朗·戴維斯（Sharon Davis）和凱薩琳·哈恩飾演的阿嘉莎·哈克尼斯:39:16–39:31。
汪達和幻視的雙胞胎兒子出現於本集之中，朱利安·希利亞德（Julian Hilliard）和傑特·克萊恩（Jett Klyne）分別飾演比利（Billy）和湯米:41:36。喬許·斯塔姆博格飾演天劍局代理局長泰勒·海沃德。大衛·佩頓（David Payton）飾演約翰·柯林斯（John Collins）:41:36。大衛·倫格爾（David Lengel）飾演哈羅·哥達（Harold Proctor）。阿莫斯·格里克（Amos Glick）飾演披薩送餐員。莎麗娜·安杜茲（Selena Anduze）飾演羅德里格斯特工（Agent Rodriguez）。凱特·富比士（Kate Forbes）飾演伊凡諾拉·哈克尼斯（Evanora Harkness）。伊蓮娜·高漢奇（Ilana Kohanchi）飾演伊琳娜·麥西莫夫（Iryna Maximoff）。達尼亞爾（Daniyar）飾演奧列·麥西莫夫（Olek Maximoff）:41:36。米夏艾拉·羅素（Michaela Russell）和蓋布瑞·古列維奇（Gabriel Gurevich）分別飾演幼年汪達和皮特洛。

### 拍攝
本集在佐治亞州亞特蘭大的松林製片廠拍攝，麥特·夏克曼擔當導演，傑斯·霍爾擔當攝影指導。製作組還在亞特蘭大都會區取景拍攝。因應2019冠狀病毒病疫情，劇組在洛杉磯重啟補拍作業:50。

### 特效
後期特效製作公司包括、光影魔幻工業、數字王國3.0、和:42:42–42:57。

## 音樂
克里斯托弗·貝克為影集作曲，勞勃·羅培茲和克莉絲汀·安德森-羅培茲為影集創作主題曲。本集音樂原聲帶於2021年3月5日由漫威音樂和好萊塢唱片聯合發行。
| 曲序     | 曲目     | 时长  |
| -------- | -------- | ----- |
| 1.       |          | 1:40  |
| 2.       |          | 4:49  |
| 3.       |          | 2:10  |
| 4.       |          | 4:30  |
| 5.       |          | 2:29  |
| 6.       |          | 3:53  |
| 7.       |          | 2:41  |
| 8.       |          | 6:07  |
| 9.       |          | 1:24  |
| 10.      |          | 2:32  |
| 总时长： | 总时长： | 32:15 |

## 發行
〈前情提要〉於2021年2月26日在Disney+首播。

## 迴響

### 評價
〈前情提要〉得到整體好評。根据評論匯總网站爛番茄汇总的22篇评论文章，95%的评论家给予该作正面评价，平均打分为8.1分（满分10分）。

### 獎項
因主演伊莉莎白·歐森在本集中的出色表演，被網站評為2021年2月22日至28日的「當週最佳演員」。

## 備註
1. ↑  參見2014年電影《美國隊長2》。
2. ↑  參見2019年電影《復仇者聯盟4：終局之戰》[1]。

## 資料來源
1. ↑  Keane, Sean. . Cnet. 2021-03-02  [2021-03-04]. （原始内容存档于2021-03-03） （美国英语）.
2. ↑  Kroll, Justin. . Variety. 2018-09-18  [2018-09-18]. （原始内容存档于2018-09-19） （美国英语）.
3. ↑  Sciretta, Peter. . /Film. 2018-10-30  [2018-11-01]. （原始内容存档于2018-10-31） （美国英语）.
4. 1 2  Fischer, Jacob. . Discussing Film. 2019-08-21  [2019-08-24]. （原始内容存档于2019-08-24） （美国英语）.
5. ↑  Reinstein, Mara. . Emmy. 2020-12-16  [2020-12-19]. （原始内容存档于2020-12-20） （美国英语）.
6. ↑  Kit, Borys. . The Hollywood Reporter. 2019-01-09  [2019-01-10]. （原始内容存档于2019-01-10） （美国英语）.
7. ↑  Dinh, Christine. . Marvel.com. 2019-11-13  [2019-11-14]. （原始内容存档于2019-11-14） （美国英语）.
8. 1 2  Reinstein, Mara. . Emmy. Vol. XLII no. 12. 2020: 42–50  [2021-02-26]. （原始内容存档于2020-12-20） （美国英语）.
9. ↑  Couch, Aaron. . The Hollywood Reporter. 2019-08-23  [2019-08-23]. （原始内容存档于2019-08-23） （美国英语）.
10. 1 2  Radish, Christina. . Collider. 2020-11-25  [2020-12-12]. （原始内容存档于2020-12-07） （美国英语）.
11. 1 2  Travers, Ben. . IndieWire. 2021-02-26  [2021-02-26]. （原始内容存档于2021-02-27） （美国英语）.
12. ↑  Miller, Liz Shannon. . Collider. 2021-03-02  [2021-03-02]. （原始内容存档于2021-03-02） （美国英语）.
13. ↑  Coggan, Devan. . Entertainment Weekly. 2020-11-10  [2020-11-10]. （原始内容存档于2020-11-10） （美国英语）.
14. ↑  Sepinwall, Alan. . Rolling Stone. 2021-02-26  [2021-02-26]. （原始内容存档于2021-02-26） （美国英语）.
15. ↑  Travis, Ben. . Empire. 2020-11-23  [2021-02-27]. （原始内容存档于2021-02-21） （美国英语）.
16. ↑  Owen, Phil. . TheWrap. 2021-02-27  [2021-02-27]. （原始内容存档于2021-02-27） （美国英语）.
17. 1 2  Purslow, Matt. . IGN. 2021-02-26  [2021-02-26]. （原始内容存档于2021-02-26） （美国英语）.
18. ↑  Holub, Christian. . Entertainment Weekly. 2021-02-26  [2021-02-26]. （原始内容存档于2021-02-26） （美国英语）.
19. 1 2  Knight, Rosie. . Den of Geek. 2021-02-26  [2021-02-26]. （原始内容存档于2021-02-26） （美国英语）.
20. 1 2 3 4  Robinson, Stephen. . The A.V. Club. 2021-02-26  [2021-02-26]. （原始内容存档于2021-02-26） （美国英语）.
21. 1 2 3 4 5  Donney, Laura. . . 第1季. 第8集. 2021-02-26  [2021-03-04]. Disney+. （原始内容存档于2021-02-26） （美国英语）.片尾演職員表於38:00開始。
22. ↑  Barnhardt, Adam. . ComicBook.com. 2019-09-09  [2019-10-21]. （原始内容存档于2019-09-20） （美国英语）.
23. ↑  Walljasper, Matt. . Atlanta. 2019-12-30  [2020-04-03]. （原始内容存档于2020-03-02） （美国英语）.
24. ↑  Walljasper, Matt. . Atlanta. 2020-02-29  [2020-03-02]. （原始内容存档于2020-03-02） （美国英语）.
25. ↑  Davids, Brian. . The Hollywood Reporter. 2021-01-15  [2021-01-15]. （原始内容存档于2021-01-15） （美国英语）.
26. ↑  Frei, Vincent. . Art of VFX. 2021-01-05  [2021-01-15]. （原始内容存档于2021-01-13） （美国英语）.
27. ↑  Workman, Robert. . SuperheroHype!. 2020-01-21  [2020-01-21]. （原始内容存档于2020-01-22） （美国英语）.
28. ↑  Taylor, Drew. . Collider. 2021-01-04  [2021-01-04]. （原始内容存档于2021-01-04） （美国英语）.
29. ↑  . Film Music Reporter. 2021-03-04  [2021-03-04]. （原始内容存档于2021-03-10） （美国英语）.
30. ↑  Griffin, David. . IGN. 2021-02-26  [2021-02-28]. （原始内容存档于2021-03-01） （美国英语）.
31. ↑  . Rotten Tomatoes. Fandango Media.   [2021-09-01].
32. ↑  . TVLine. 2021-02-27  [2021-02-27]. （原始内容存档于2021-02-27） （美国英语）.

## 外部連結
- 互联网电影数据库上前情提要的资料（英文）